# Hélictite

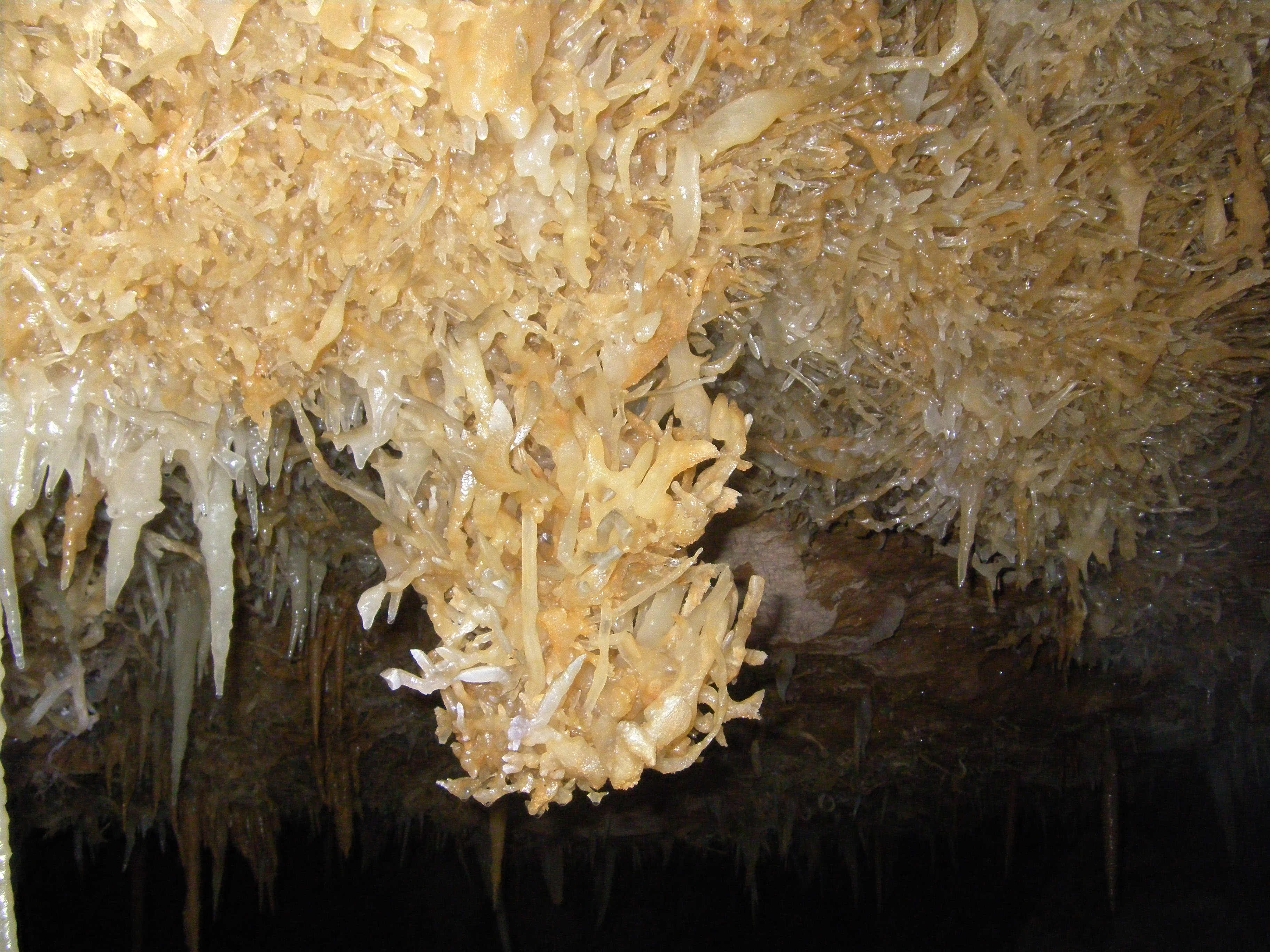
Hélicites

Une hélictite ou un excentrique est un spéléothème prenant une forme ramifiée, spiralée ou courbée. À la différence des stalactites, les gouttes d'eau à l'origine de la structure, en déposant le carbonate de calcium qu'elles contiennent, ne se détachent pas et restent sur place jusqu'à évaporation complète. Une telle formation peut croître dans toutes les directions.
Les hélictites sont des concrétions polyphasées synchrones (arrêts et reprises de l'alimentation en eau) résultant des actions combinées de trois forces principales, la pesanteur (vers le bas), la tension superficielle (principalement vers le haut) et les forces de cristallisation (généralement suivant un angle de 105°). Si ces trois forces agissent en même temps et en proportion égale, l'hélictite prend une structure chaotique.